# Membrolles
Membrolles è un comune francese di 272 abitanti situato nel dipartimento del Loir-et-Cher nella regione del Centro-Valle della Loira.
Dal 1º gennaio 2016 fa parte del nuovo comune di Beauce la Romaine, assieme ai vecchi comuni di La Colombe, Ouzouer-le-Marché, Prénouvellon, Semerville, Tripleville e Verdes.

## Società

### Evoluzione demografica
Abitanti censiti